# Lasza Szawdatuaszwili
Lasza Szawdatuaszwili (gruz. ლაშა შავდათუაშვილი; ur. 31 stycznia 1992) – gruziński judoka, złoty medalista olimpijski z Londynu i srebrny z Tokio, mistrz Europy.

## Życiorys
Zawody w 2012 były jego pierwszymi igrzyskami olimpijskimi. Triumfował w kategorii do 66 kilogramów, w finale pokonał Węgra Miklósa Ungváriego. W tym samym roku był również brązowym medalistą mistrzostw Europy, a rok później mistrzem. W 2016 roku w Rio de Janeiro zdobył brązowy medal, pokonując Sagi Mukiego z Izraela.
W 2021 roku wziął udział w Letnich Igrzyskach Olimpijskich 2020 w Tokio, gdzie w rywalizacji mężczyzn do 73 kilogramów zdobył srebrny medal, przegrywając w finale z Shōhei Ōno. W 2024 roku wziął udział w Letnich Igrzyskach Olimpijskich w Paryżu, gdzie w rywalizacji judoków do 73 kilogramów odpadł w pierwszej rundzie z Joanem-Benjaminem Gabą.